# Rijkswerf (Amsterdam)

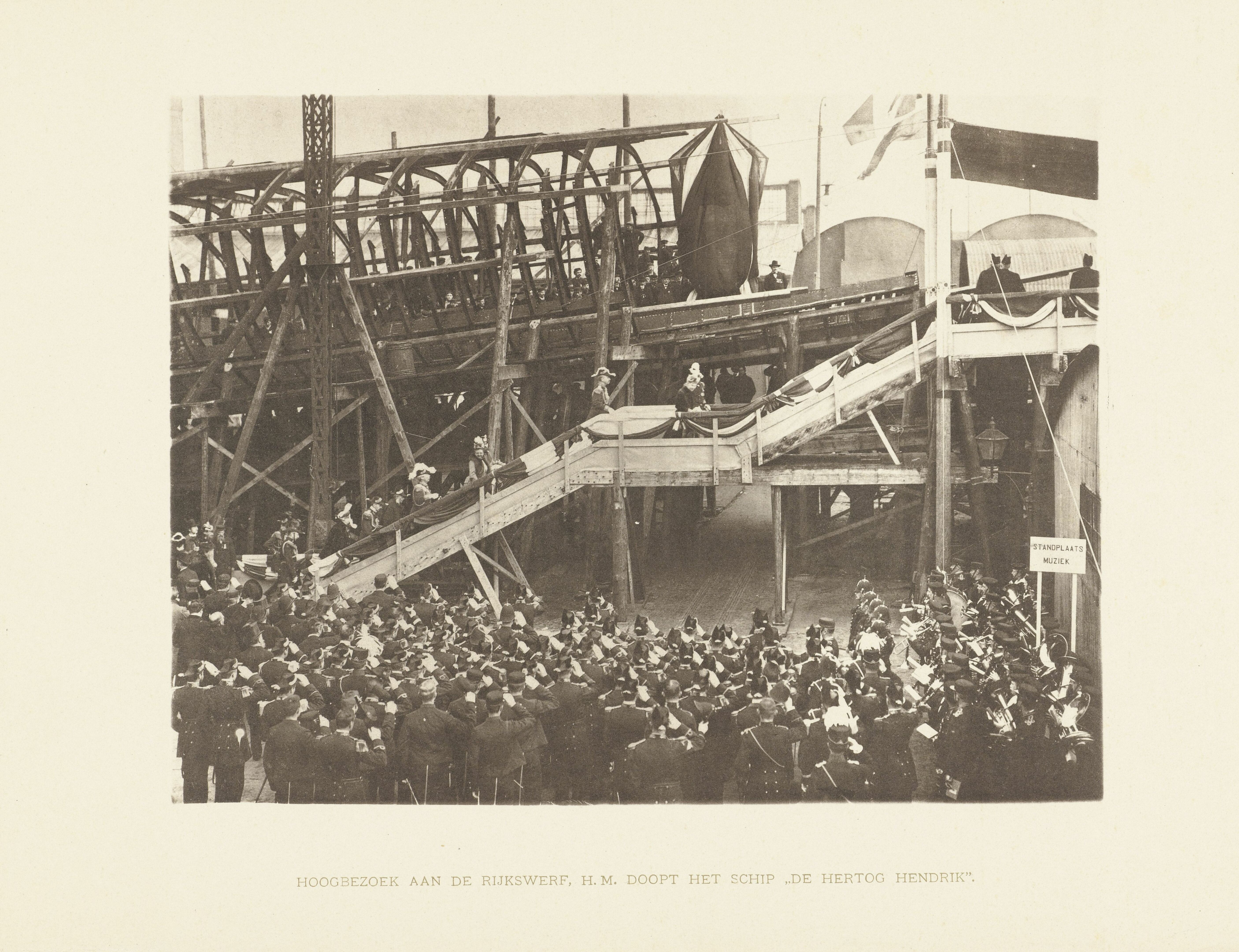
De Rijkswerf in 1901

De Rijkswerf aan de Kattenburgerstraat in Amsterdam was een Nederlandse scheepswerf.
In 1655 werd op deze plaats begonnen met de bouw van het 's Lands Zeemagazijn, op een in het IJ aangelegd eiland. Kort tijd later kwam er een grote scheepswerf voor de Admiraliteit van Amsterdam. In 1791 brandde de werf vrijwel geheel af, waarna hij binnen twee jaar werd herbouwd. Toen de Admiraliteit in 1795 werd opgeheven, werd het terrein eigendom van de marine.
In 1842 werd de Rijkswerf ingericht voor de bouw van stoomschepen van de Koninklijke Marine, met name voor inzet in Nederlands-Indië. In 1849 begon de bouw van het eerste raderschip en tussen 1858 en 1865 werden hier twintig schroefstoomschepen gebouwd.
Omstreeks 1868 was er belangrijke reorganisatie van de faciliteiten op land voor de marine. Er kwam een flinke afslanking, waarbij Amsterdam als enige nieuwbouwwerf behouden bleef. Hellevoetsluis en Willemsoord, in Den Helder, werden werven van onderhoud en uitrusting. De Rotterdamse werf was in 1850 al opgeheven en Vlissingen volgde in 1868.
Op hetzelfde moment werd de werf geschikt gemaakt voor de bouw van gepantserde schepen. In het begin kopieerde men gepantserde schepen die in het buitenland gebouwd waren en door de marine aangeschaft waren om ervaring op te doen met de bouw van dit soort schepen. Later bouwde men schepen naar Nederlands ontwerp. Men bouwde onder andere ramtorenschepen, pantserdekschepen, kanonneerboten en monitors. Naast gepantserde schepen bouwde men ook schroefstoomschepen van onder andere de Atjehklasse. De werf was niet langer direct aan het IJ gelegen door de aanleg van een dijk voor de spoorlijn. De opening tussen Oosterdok en het IJ had een beperkte afmeting en dit hinderde een verder schaalvergroting van de te bouwen schepen.
In 1871 werd de kiel gelegd van het grootste Nederlandse oorlogsschip, de Zr. Ms. Koning der Nederlanden, met een lengte van 85 meter en een breedte van 15 meter. Het was in 1874 gereed maar het duurde nog twee jaar voor het schip de werf kon verlaten, na de opening van het Noordzeekanaal. De bouw leidde tot een discussie of de scheepsbouw niet in handen moest komen van particulieren werven. In juni 1883 raakte de schroefstoomboot, de Doggersbank, in aanbouw in brand. Uit vervolgonderzoek bleek dat de bouw van schepen op particuliere werven goedkoper was. Verder was de locatie niet geschikt om nog grotere schepen te bouwen. Er werd nog een onderzoek gedaan om de werf te verhuizen naar Amsterdam-Noord, maar in 1915 hield de werf op te bestaan.
In 1873 werd een modelproefstation gebouwd, de tweede in de wereld. Hier werd in een sleeptank, naar een ontwerp van marine-ingenieur Bruno Joannes Tideman (1834-1883) gemaakt voor voor proefnemingen met scheepsmodellen. Zr.Ms. Atjeh was het eerste schip in Nederland dat op basis van proeven in deze sleeptank was ontworpen.
Het terrein werd gebruikt voor het Marine Etablissement.
De overgebleven gebouwen aan Kattenburgerstraat 7 zijn  benoemd tot rijksmonument.

## Enkele gebouwde schepen
- Zr. Ms. Wassenaar (1816)
- Zr. Ms. Admiraal van Wassenaar (1857)
- Zr. Ms. Koning der Nederlanden (1877)
- Hr. Ms. Koningin Wilhelmina der Nederlanden (1894)[4]
- Hr. Ms. Kortenaer (1895)
- Hr. Ms. Holland (1898)
- Hr. Ms. Utrecht (1901)
- Hr. Ms. Koningin Regentes (1902)
- Hr. Ms. Hertog Hendrik (1904)
- Hr. Ms. Maarten Harpertszoon Tromp (1906)
- Hr. Ms. Jacob van Heemskerck (1908)
- Hr. Ms. De Zeven Provinciën (1910)

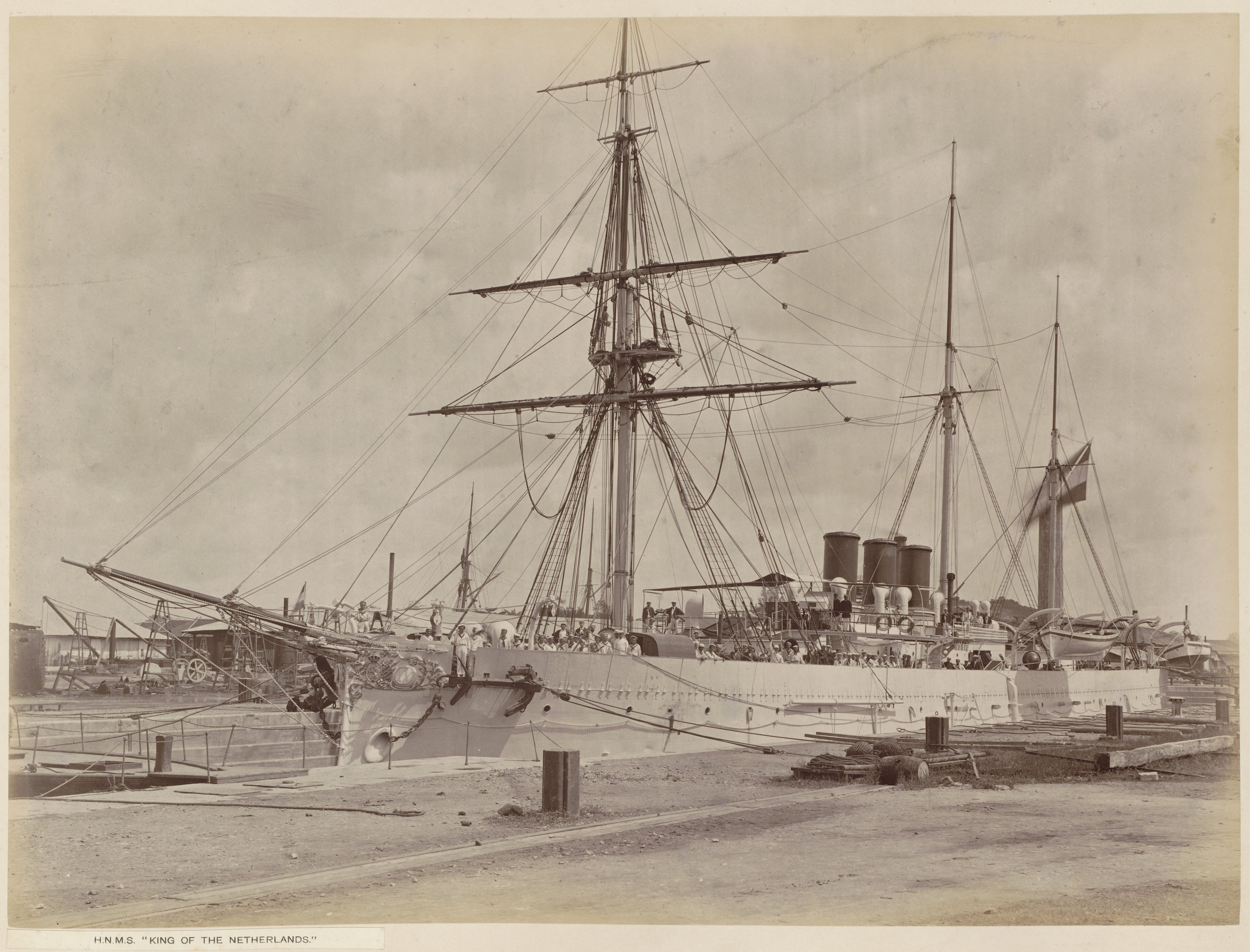
Koning der Nederlanden
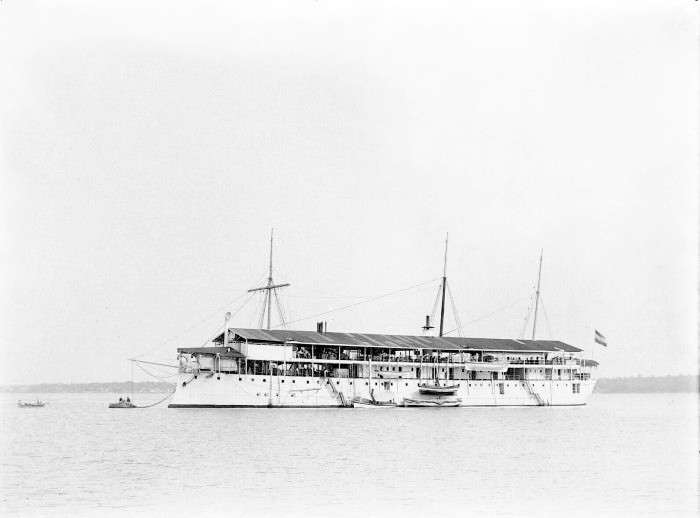
Koningin der Nederlanden
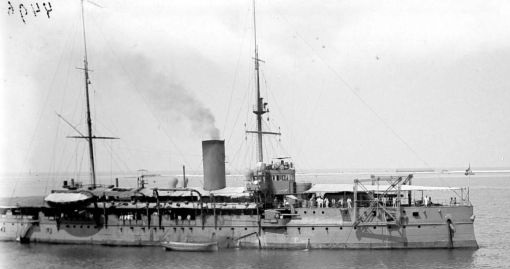
Hertog Hendrik
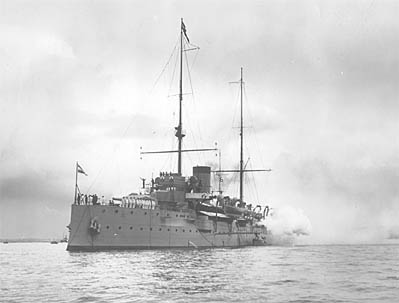
Maarten Harpertszoon Tromp
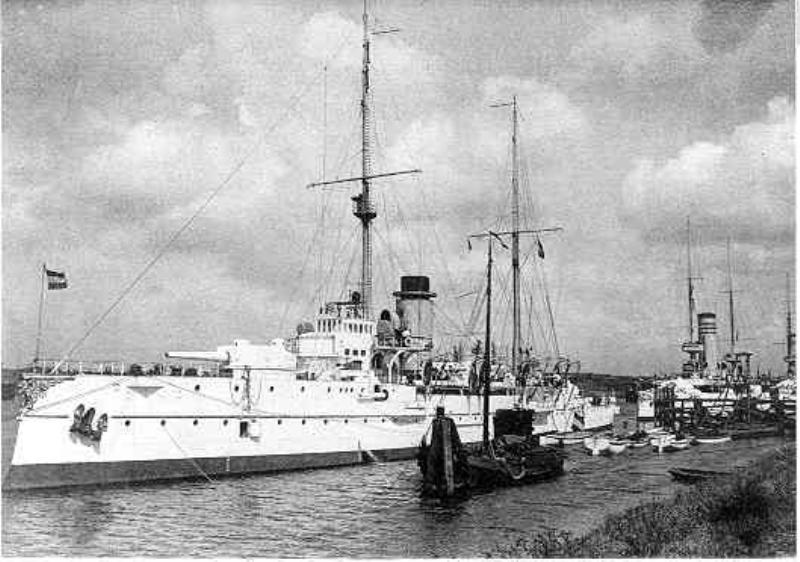
Jacob van Heemskerck